# Thapsia snelli
Thapsia snelli е вид коремоного от семейство Helicarionidae. Видът е застрашен от изчезване.

## Разпространение
Разпространен е в Мавриций.